# Rio Grande do Norte
Rio Grande do Norte er en delstat i det nordøstlige Brasilien. Delstaten har en befolkning på 2.503.128, og et areal på 53.306.8 km². Vigtigst økonomisk er olie, landbrug, industri og gartneri.
Hovedstad er Natal – Cidade do sol, Solens by). Byen har et areal på 172 km² og befolkningen er på omkring 800.000.  Med de  byer, der ligger i nærheden, er der 1.400.000 i Stornatal. 
Delstaten har 150 kommuner og er opdelt i 10 mikro-regioner: "Salineira Norte-rio-grandense; Litoral de São Bento do Norte; Açu e Apodi; Sertão de Angicos; Serra Verde; Natal; Serrana Norte-rio-grandense; Seridó; Borborema Potiguar e Agreste Potiguar. Dentre as cidades, merecem destaque por seu desenvolvimento além de Natal, Capital do Estado, Mossoró, Macau, Caicó, Açu, Currais Novos, Nova Cruz og Areia Branca"
Økonomien er baseret på landbrug og udvinding af salt fra havet; de største brasilianske 'salinas' ligger her. Det er også den 3. største producent af cajunødder.

## Natal
Hovedstad er kendt for at være den by, hvor der er sol de 360 dage om året. På trods af den stærke sol er der subtropisk klima med temperatur året rundt på 35 °C. Det blæser tit, og temperaturen er behagelig.
Natal er kendt som Byen med den reneste luft i Amerika. NASA og INPE har glæde af den klare himmel til stjerneobservation.
5°42′S 36°30′V / 5.7°S 36.5°V